# Víctor Manuel Maúrtua
Víctor Manuel Maúrtua Uribe (Ica, 1865 - Océano Atlántico, 26 de mayo de 1937) fue un diplomático e internacionalista peruano. Fue ministro plenipotenciario en diversos países de Europa y América. Ejerció también la cátedra universitaria. Una de sus más importantes contribuciones fue el monumental alegato sobre los derechos del Perú en el problema limítrofe con Bolivia, publicado en Madrid en 1906-1907. Fue además, Ministro de Hacienda y Comercio (1918) y diputado por Ica (1915-1919).

## Biografía
Cursó sus estudios escolares en el Colegio Nacional San Luis Gonzaga  de su ciudad de Ica y luego se trasladó a Lima. Ingresó a la Universidad Nacional Mayor de San Marcos, donde se graduó  bachiller en 1886, y de doctor en Jurisprudencia en 1900. Se recibió de abogado en 1890. Luis Alberto Sánchez lo describió como un «zambo de dos metros de altura, gesto mortecino, labio superior largo. Era locuaz, estudioso, tremendamente osado.»
Viajó al interior del país tras ser nombrado director del Colegio Nacional de Minería de Huánuco. En 1895, al ser elegido diputado suplente por la provincia de Dos de Mayo, retornó a Lima. Ese mismo año asumió la dirección del diario La Ley, vocero del Partido Civil. Fue nombrado Inspector de Instrucción (sector que en ese entonces estaba a cargo de las municipalidades) y catedrático adjunto de Derecho Penal de San Marcos en 1900. 
Se orientó definitivamente a la carrera diplomática al ser nombrado cónsul general de México en 1900 y secretario de la delegación peruana acreditada ante el II Congreso Panamericano, que por entonces se realizó en dicha ciudad. El aporte peruano en dicha reunión fue la proposición del arbitraje obligatorio en la solución de los conflictos internacionales, con carácter retroactivo, es decir, que abarcase las diferencias entre las Repúblicas americanas originadas en tiempo pasado, y no, como querían otros, que se proyectara solo a las diferencias que surgieran a posteriori.  
Ascendió a Encargado de Negocios y pasó a la República Dominicana como agente confidencial (1901-1902). Retornó a Lima, donde la Municipalidad lo nombró Inspector de Estadística (1903). 
En 1904 fue designado ministro plenipotenciario para la defensa de los límites peruanos con Bolivia, a cuyo propósito realizó una extraordinaria investigación documental, en colaboración con los especialistas Luis Ulloa, Víctor Andrés Belaunde y Carlos A. Romero. El alegato fue publicado en Madrid en 1906-1907: la exposición consta de dos volúmenes; la prueba documental, doce volúmenes; la contestación a la demanda de Bolivia, un volumen; la contestación al alegato de Bolivia, un volumen; y la prueba de la contestación de alegato, siete volúmenes.
Sucesivamente, fue ministro plenipotenciario en Buenos Aires (1906), Caracas (1910) y La Habana (1911). Asistió al Congreso Bolivariano realizado en Caracas en 1912.
De regreso al Perú, empezó a ejercer como catedrático de Filosofía del Derecho e Historia del Derecho Peruano, en la Facultad de Jurisprudencia de San Marcos. 
En 1913, como miembro del Partido Civil, fue elegido diputado por Ica, función legislativa en la que se mantuvo hasta 1918. Fue miembro de la comisión parlamentaria encargada de redactar un proyecto de Código Penal, y presentó su propio proyecto, el cual años después sería aprobado por la Ley N.º 4868, de 10 de enero de 1924. 
En 1917 dirigió sucesivamente los diarios El Perú y Excélsior, que tuvieron vida efímera. Por esos días Maúrtua mostraba simpatía por las ideas socialistas.
En 1918 el presidente civilista José Pardo y Barreda lo incorporó a su gabinete ministerial como ministro de Hacienda y Comercio, cargo que ejerció de 27 de abril a 18 de diciembre de ese año.
En 1919 pasó a Holanda como ministro plenipotenciario. Formó parte de la delegación peruana acreditada en las Conferencias de Paz que pusieron fin a la Primera Guerra Mundial. Luego fue acreditado como ministro plenipotenciario en Suiza y asistió a las reuniones inaugurales de la Sociedad de Naciones. Con el mismo rango pasó a Ecuador (1922) y a Brasil (1924). Representó al Perú en la VI Conferencia Panamericana y en la Conferencia de Conciliación y Arbitraje, ambas realizadas en La Habana, en 1928 y 1929, respectivamente.
Presidió la delegación peruana enviada a las conferencias de Río de Janeiro, que fueron convocadas para solucionar el conflicto entre el Perú y Colombia, las mismas que se realizaron de noviembre de 1933 a mayo de 1934.
En 1935 se reincorporó como catedrático en San Marcos, donde dictó un curso de Historia Internacional y Diplomática de América. 
Además, fue miembro de la Academia de Derecho Internacional, con sede en La Haya; del Instituto Americano de Derecho Internacional (del que fue secretario en 1929); y del Comité de Expertos para la Codificación del Derecho Internacional. 
En 1937 fue nombrado embajador en Brasil, pero no llegó a su destino pues falleció a bordo de la nave en la que viajaba.

## Obras
- La cuestión del Pacífico (1901; aumentada en 1922).
- Sur le Pacifique du Sud. Le procés du Pérou et de la Bolivie contre le Chili (Dijon, 1906).
- Antecedentes de la recopilación de Indias (Madrid, 1906).
- La reforma del Código Penal (1918).
- Intervención-conciliación-arbitraje en las conferencias de La Habana 1928 y Washington 1929 (La Habana, 1929).
- Responsibility of States for Damages Caused in their Territory to the Person or Property of Foreigners (Nueva York, 1930).
- Principios que deben inspirar la codificación del Derecho Internacional en materia de responsabilidad de los Estados (Revista de Derecho y Ciencias Políticas: año II, N.º 1, pp. 97-168; Lima, 1937).
- Páginas diplomáticas–I, La codificación del Derecho Internacional (1940).